# Château de Roquefort (Lot-et-Garonne)
Pour les articles homonymes, voir Château de Roquefort.
Le château de Roquefort est situé sur le territoire de la commune de Roquefort, dans le département de Lot-et-Garonne et la région Nouvelle-Aquitaine.

## Histoire
Le château de Roquefort a probablement été édifié au XIIIe siècle bien qu'il ne soit pas cité dans les actes d'hommage de 1256 et 1281, ni dans le saisimentum de 1271, ou au début du XIVe. Ce château n'a pas d'histoire.
Il a une triple enceinte qui englobe pour l'extrémité d'un coteau. La tour carrée semble avoir été réduite de la moitié de sa hauteur.
On voit dans les courtines une large brèche, bouchée grossièrement avec des briques. Il est possible que Roquefort ait été pris et été démantelé peu après sa construction.
Le 30 octobre 1562, Jeanne d'Albret, reine de Navarre, et vicomtesse de Bruilhois, vend à pacte de rachat perpétuel à Jean de Secondat (1515-1599), seigneur de Roques et de Clermont-Dessous, les seigneuries de Roquefort, Sérignac, Montesquieu, Ségougnac, Plaichac, Goulard et Cuq, sous la réservation de foi et hommage. Ces sept terres avaient été précédemment confisquées à Pierre II de Secondat, père dudit Jean. Le château est alors en ruines.
Henri de Bourbon, roi de Navarre et fils de Jeanne d'Albret, constate dans un acte du 19 décembre 1576 la cession du 30 octobre 1562. Par le même acte, il vend, cède, et transporte à perpétuité audit Jean de Secondat la faculté de rachat pour la somme de 14 000 livres. Jean de Secondat épouse en 1564 Eléonore de Brénieu (souvent dite issue des rois d'Angleterre Plantagenêts par sa mère Marguerite de La Pole-Suffolk), d'où, parmi de nombreux enfants : Jacob de Secondat de Montesquieu (1576-1619 ; bisaïeul de Montesquieu), et Pierre de Secondat de Roquefort (1571-1638), père de Gaston qui suit,,.
Gaston de Secondat (12 avril 1625-1693), fils de Pierre et petit-fils de Jean de Secondat, seigneur de Roques et La Fleyte, baron de Roquefort, est tenu sur les fonts baptismaux par Gaston d'Orléans, frère du roi Louis XIII, et Sérène de Durfort de Bajamont, mariée à Charles Ier de Montpezat.
La fille de Montesquieu, Denise de Secondat (1727-1800), dame de Montesquieu, a été mariée par son père à un cousin, Geoffroy de Secondat de Roquefort de Roques (1702-1774), petit-fils de Gaston de Secondat. Le mariage a eu lieu à Clairac le 25 mars 1745. Le marié avait 42 ans, la mariée, 24 ans de moins. Denise, veuve en 1774, a habité à Agen, dans l'hôtel des Secondat de Roques, rue Saint-Antoine, à l'angle de la rue Londrade,.
La famille de Secondat a conservé le château jusqu'à la fin du XVIIIe siècle.
Le château de Roquefort, comprenant la tour-salle, le logis, les communs et l'enceinte, a été inscrit au titre des monuments historiques le 18 septembre 2001.